# UV Водолея
UV Водолея (лат. UV Aquarii) — одиночная переменная звезда в созвездии Водолея на расстоянии (вычисленном из значения параллакса) приблизительно 13472 световых лет (около 4131 парсека) от Солнца. Видимая звёздная величина звезды — от +12,2m до +10,2m.

## Характеристики
UV Водолея — оранжевая углеродная пульсирующая полуправильная переменная звезда типа SRA (SRA) спектрального класса C. Эффективная температура — около 3804 К.